# Кларк (округ, Южная Дакота)
Округ Кларк (англ. Clark County) располагается в США, штате Южная Дакота. По состоянию на 2010 год, численность населения составляла 3691 человек. Был основан 8 января 1873 года.

## География
По данным Бюро переписи США, общая площадь округа равняется 2507 км², из которых 2481 км² суша и 26 км² или 1,02 % это водоёмы.

### Соседние округа
- Дей (Южная Дакота) — север
- Кодингтон (Южная Дакота) — восток
- Хамлин (Южная Дакота) — юго-восток
- Кингсбери (Южная Дакота) — юг
- Бидл (Южная Дакота) — юго-запад
- Спинк (Южная Дакота) — запад

## Демография
По данным переписи населения 2000 года в округе проживает 4 143 жителей в составе 1 598 домашних хозяйств и 1 110 семей. Плотность населения составляет 2 человека на км². На территории округа насчитывается 1 880 жилых строений, при плотности застройки менее 1-го строений на км². Расовый состав населения: белые — 98,65 %, афроамериканцы — 0,07 %, коренные американцы (индейцы) — 0,60 %, азиаты — 0,10 %, гавайцы — 0,02 %, представители других рас — 0,19 %, представители двух или более рас — 0,36 %. Испаноязычные составляли 0,48 % населения независимо от расы .
В составе 29,30 % из общего числа домашних хозяйств проживают дети в возрасте до 18 лет, 61,60 % домашних хозяйств представляют собой супружеские пары проживающие вместе, 4,70 % домашних хозяйств представляют собой одиноких женщин без супруга, 30,50 % домашних хозяйств не имеют отношения к семьям, 28,10 % домашних хозяйств состоят из одного человека, 16,40 % домашних хозяйств состоят из престарелых (65 лет и старше), проживающих в одиночестве. Средний размер домашнего хозяйства составляет 2,54 человека, и средний размер семьи 3,14 человека.
Возрастной состав округа: 27,00 % моложе 18 лет, 5,80 % от 18 до 24, 22,00 % от 25 до 44, 23,00 % от 45 до 64 и 22,20 % от 65 и старше. Средний возраст жителя округа 42 года. На каждые 100 женщин приходится 97,40 мужчин. На каждые 100 женщин старше 18 лет приходится 97,40 мужчин.
Средний доход на домохозяйство в округе составлял 30 208 USD, на семью — 35 559 USD. Среднестатистический заработок мужчины был 24 421 USD против 19 543 USD для женщины. Доход на душу населения был 15 597 USD. Около 10,90 % семей и 14,80 % общего населения находились ниже черты бедности, в том числе — 20,10 % молодежи (тех, кому ещё не исполнилось 18 лет) и 16,00 % тех, кому было уже больше 65 лет.